# Mancomunitat d'Asp-el Fondó
La Mancomunitat Intermunicipal per a la prestació de serveis públics d'Asp i el Fondó de les Neus és el nom oficial d'una mancomunitat de municipis de la comarca del Vinalopó Mitjà (País Valencià). Aglomera els municipis d'Asp i el Fondó de les Neus sumant 17.969 habitants, en una extensió de 138,70 km². Actualment (2007) la mancomunitat és presidida per Victoriano Sanchez Botella, del Partit Popular i regidor de l'ajuntament del Fondó de les Neus.
Les seues competències són:
- Aigües potables
- Guarderia rural
- Serveis socials